# Middelzwaar zwart gat

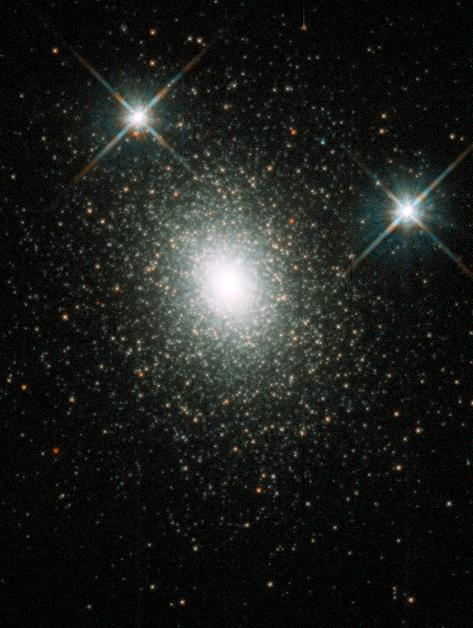
Het centrale deel van de bolvormige sterrenhoop Mayall II (M31 G1) is een mogelijke locatie voor een middelzwaar zwart gat.

Een middelzwaar zwart gat is een klasse zwart gat met een massa in de orde van grootte van 102 tot 105 zonsmassa. Dit is een flink stuk groter dan een stellair zwart gat maar veel minder massa dan de waarde van 105 tot 109 van een superzwaar zwart gat. Er zijn een aantal kandidaten voor middelzware zwarte gaten ontdekt in de Melkweg en nabije stelsels, verworven door indirect bewijs zoals snelheden van gaswolken en de spectrumanalyse van accretieprocessen.

## Observationeel bewijs
Het meest overtuigende bewijs voor het bestaan middelzware zwarte gaten vond men in een aantal actieve sterrenstelsels met een lagere lichtkracht dan gewoonlijk. Aan deze lichtkracht leidde men af dat deze sterrenstelsels vrijwel zeker een zwart gat hebben, dat onder invloed van een proces van accretie energie uitzendt. Hiermee kan de massa van het zwarte gat worden geschat door astronomen. Bijvoorbeeld zit in het balkspiraalstelsel NGC 4395, gelegen op een afstand van zo'n vier megaparsec, hoogstwaarschijnlijk een zwart gat van 3,6 x 105 zonsmassa.
Sommige ultralumineuze röntgenbronnen (ULX'en) in nabij sterrenstelsels worden vermoed middelzware zwarte gaten te zijn. Ze worden geobserveerd in gebieden met veel stervorming, zoals het starburststelsel Messier 82 en zijn blijkbaar verwant aan jonge sterrenhopen die ook in deze regionen voorkomen. Echter kan alleen een dynamische massabepaling van de analyse van een optisch spectrum van de begeleidende ster, de aanwezigheid van een middelzwaar zwart met een proces van accretie, bepalen.
In een aantal bolvormige sterrenhopen zijn mogelijk middelzware zwarte gaten ontdekt toen men de snelheden van de sterren in het centrale deel beoordeelden. Echter zijn tot op heden deze ontdekkingen nog niet met zekerheid vastgesteld. 
Er zou meer bewijs gevonden kunnen worden met de nieuwe detectiemethoden via zwaartekrachtgolven, wanneer een middelzwaar zwart gat in botsing komt met een ander object en de afstand tot de aarde niet te groot is. Ook voorspelt de M-sigma relatie het bestaan van deze zwarte gaten.

## Mogelijke ontdekkingen

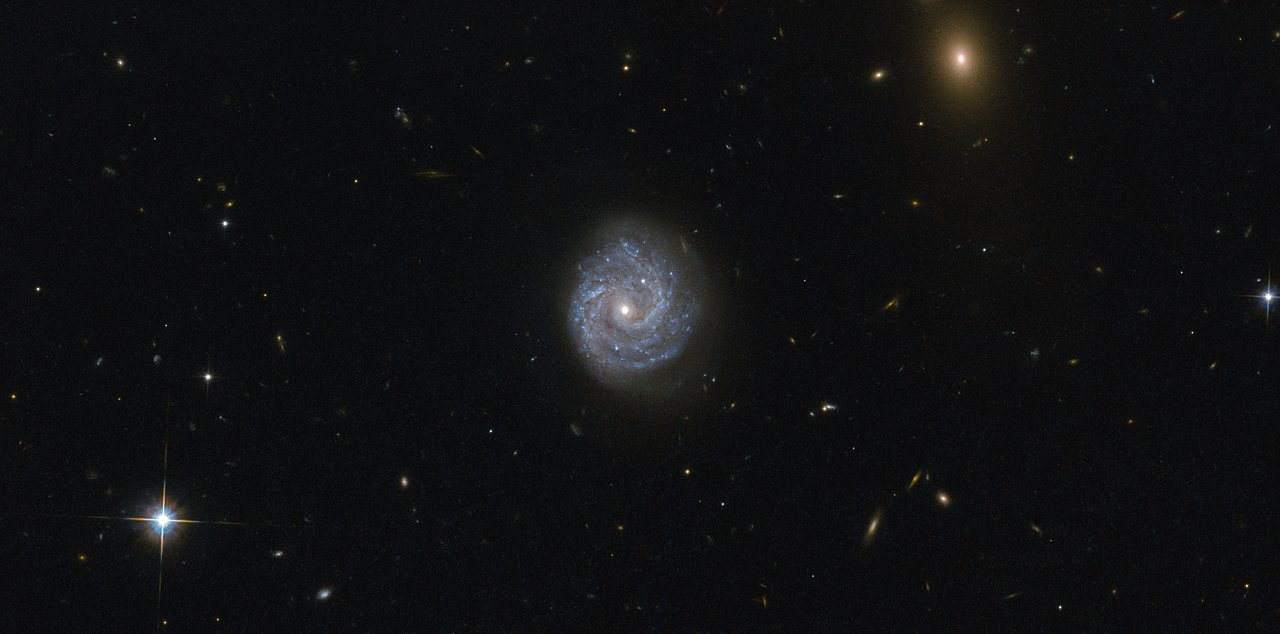
Spiraalvormig sterrenstelsel RX J1140.1+0307 zou weleens een middelzwaar zwart gat in het centrum kunnen hebben.

In november 2004 werd door een team van astronomen de ontdekking van GCIRS 13E gerapporteerd, het eerst ontdekte middelzware zwarte gat in de Melkweg, in een omloopbaan van slechts drie lichtjaar gelegen van Sagittarius A*. Dit object van 1300 zonsmassa ligt in een sterrenhoop van zeven sterren dat mogelijkerwijs een overblijfsel is van een veel grotere sterrenhoop dat door het galactisch centrum is leeggetrokken. In 2005 heeft een Duitse onderzoeksgroep deze resultaten echter weer in twijfel getrokken. Een middelzwaar zwart gat nabij het galactisch centrum zou ook detecteerbaar moeten zijn door verstoringen van de sterren in  omloop van Sag. A*.
In januari 2006 kondigde een team geleid door Philip Kaaret van de Universiteit van Iowa de ontdekking aan van quasi-periodieke oscillaties van een mogelijk middelzwaar zwart gat die men gevonden had met de oude RXTE satelliet van NASA. De bron, M82 X-1, heeft een rode reus in omloop dat atmosfeer aan dit potentiële zwarte gat verliest. Noch het bestaan van de opgevangen oscillaties, noch de interpretatie ervan als een omlooptijd, worden volledig geaccepteerd door de wetenschappelijke gemeenschap.
In 2009 werd door een team astronomen, geleid door Sean Farrell, HLX-1 ontdekt, een mogelijk middelzwaar zwart gat met een kleine sterrenhoop erom heen bij het sterrenstelsel ESO 243-49. Hieruit leidt men af dat ESO 243-49 wellicht een een botsing met HLX-1 heeft gehad waarbij het grootste gedeelte is blijven steken in ESO 243-49, omdat HLX-1 nu zo klein is.  
Ook heeft een team van het Australische agentschap CSIRO met een radiotelescoop op 9 juli 2012 melding gedaan van een mogelijke ontdekking van een middelzwaar zwart gat.
In 2015 heeft een team van Universiteit van Keio in Japan een gaswolk nabij het galactisch centrum gevonden met een opmerkelijke snelheid. Ze hebben er simulaties mee gemaakt en kwamen tot de conclusie dat een zwart gat van 105 zonsmassa de beste verklaring voor de waargenomen snelheid is. Een latere studie trok dit echter weer in twijfel en opperde een supernova als waarschijnlijkere oorzaak voor de observaties. Later werd met de ALMA aangetoond dat er inderdaad geen zwart gat aanwezig was. Erop volgende studies naar gaswolken en middelzware zwarte gaten in de regio hebben nog geen definitieve ontdekkingen op kunnen leveren maar er zijn wel mogelijkheden gevonden.
In 2017 werd de mogelijke vondst gemeld van een zwart gat met een aantal duizenden zonsmassa's gevonden in bolvormige sterrenhoop 47 Tucanae. Dit werd gebaseerd op de waargenomen snelheden en verspreiding van pulsars in de sterrenhoop, echter werd na een analyse van een bijgewerkte en meer complete gegevensverzameling van deze pulsars geen direct bewijs meer gevonden.
Observaties in 2018 van verschillende moleculaire gasstromen in een omloopbaan rond een onzichtbaar object in het galactisch centrum, met de aanduiding HCN-0.009-0.044, suggereerden een zwart gat van 32.000 zonsmassa, wellicht het derde middelzware zwart gat van deze regio in de Melkweg.

## Oorsprong
Middelzware zwarte gaten zijn te massief om gevormd te kunnen worden door de zwaartekrachtimplosie van een enkele ster, de manier waarop men vermoedt dat stellaire zwarte gaten ontstaan. Waar men de vermoedelijke middelzware zwarte gaten aantreft vindt men niet de omstandigheden waarin klaarblijkelijk superzware zwarte gaten ontstaan, in het centrum van sterrenstelsels. Er zijn drie scenario's die astronomen aannemelijk achten voor het ontstaan van middelzware zwarte gaten. De eerste manier is het samensmelten van stellaire zwarte gaten en andere extreem compacte objecten via accretie. De tweede wijze is botsingen van zeer massieve sterren in compacte sterrenhopen, waarna dit botsingsproduct verder implodeert tot zwart gat. De laatste aannemelijke manier is dat deze objecten tijdens de oerknal ontstaan zijn in de extreme omstandigheden van die tijd.